# Emissão estimulada

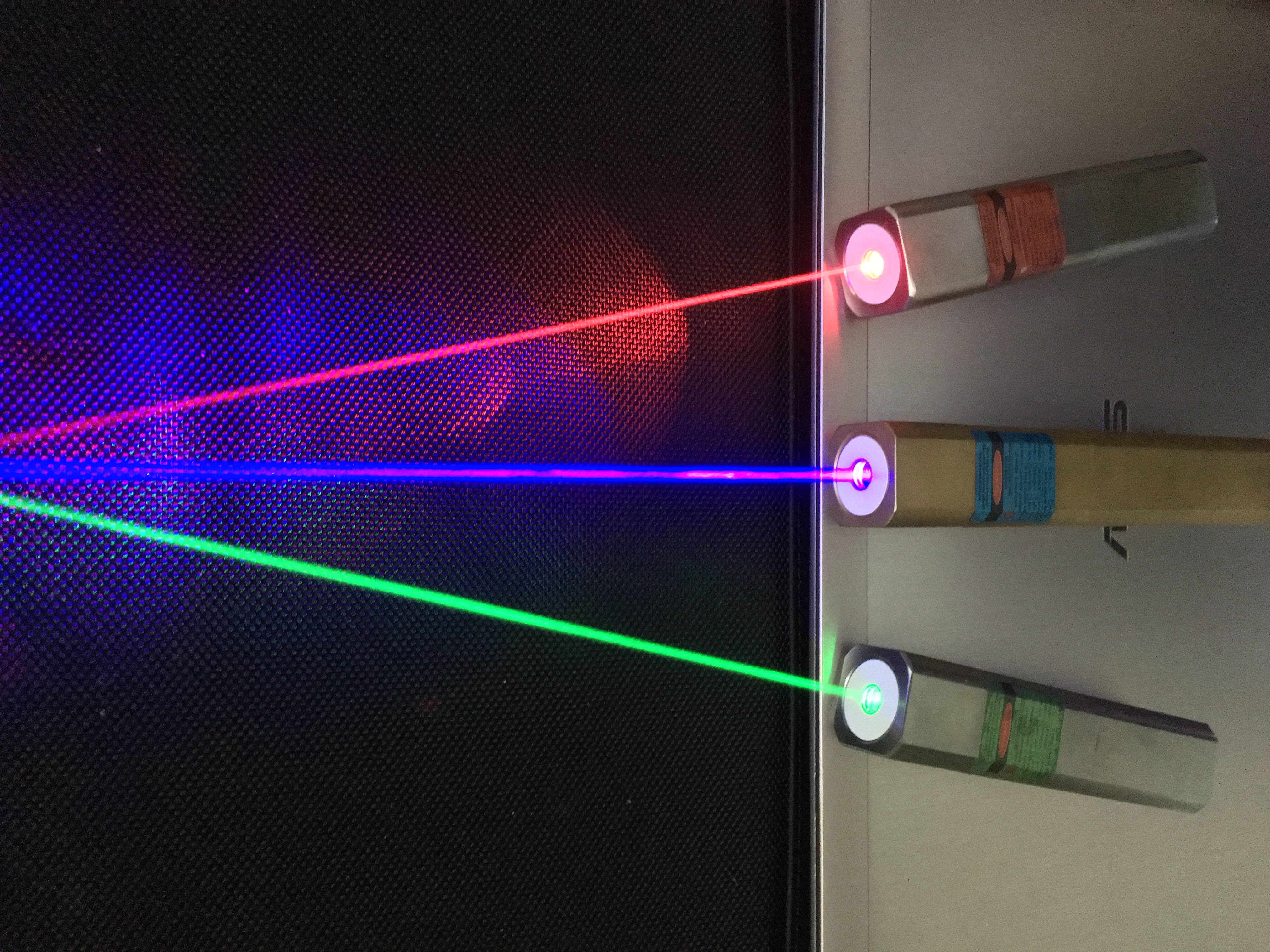
Apontadores laser que emitem luz vermelha (635 nm), azul (445 nm) e verde (520 nm)

Em óptica, a emissão estimulada é o processo pelo qual um átomo, quando perturbado por um fóton que incide sobre ele, emite um outro fóton. O fóton causador da perturbação não é destruído no processo e o segundo fóton é criado com a mesma fase, frequência, polarização e direção do fóton original. A emissão estimulada é essencialmente um fenômeno da mecânica quântica que pode ser compreendido a partir do princípio da conservação da energia. O processo pode ser pensado como uma amplificação óptica e é a base do funcionamento do laser e do maser.
A interação dos elétrons entre si e os campos eletromagnéticos constituem a base da maior parte de nosso entendimento de química e física. Os elétrons possuem energia que depende o quão longe eles estão em média do núcleo de um átomo.  O Princípio de Exclusão de Pauli força alguns elétrons estarem mais longe do núcleo do que outros (que é porque todos os elétrons em um átomo não simplesmente ocupam o orbital 1s). Quando os elétrons absorvem energia da luz (fótons) ou calor (fônons), eles movem-se para mais longe do núcleo atômico, mas somente é permitido que eles absorvam energia que equivalha à diferença entre níveis de energia específicos.
Quando um elétron é excitado, ele não ficará desta maneira para sempre. Em média existe um tempo de vida  para alguns níveis de energia particulares depois que metade dos elétrons inicialmente neste estado terão decaído para um estado mais baixo. Quando tal decaimento ocorre, a diferença de energia entre o nível que o elétron estava e o novo nível que ele estará deve ser liberada como um fóton ou um fônon.
Quando um elétron decai ao acaso depois de um certo intervalo de tempo,é dito ser devido a uma "emissão espontânea".  A fase associada ao fóton que é emitido é aleatória e tem que estar de acordo com algumas ideias da mecânica quântica no que se refere ao estado interno do átomo. Se um grupo de elétrons estavam por alguma razão em um estado excitado e então eles relaxam, a radiação resultante seria muito limitada espectralmente (somente um  comprimento de onda da  luz estaria presente), mas os fótons individuais não estariam em fase entre eles. Isto é também chamado fluorescência.
Outros fótons poderão afetar um estado do átomo. As variáveis da mecânica quântica mencionadas acima serão modificadas. Especificamente o átomo atuará como um pequeno dipólo elétrico que oscilará com o campo externo. Uma das consequências  desta oscilação é que ela estimula os elétrons a decair para estados de energia mais baixos. Quando isto ocorre devido à presença de outros fótons, o fóton libertado está em fase com outros fótons e na mesma direção que os mesmos. Isto é conhecido como emissão estimulada.
A emissão estimulada pode ser modelada matematicamente pela consideração de que um átomo que pode estar em dois estados de energia eletrônicos, o “estado fundamental” (1) e o “estado excitado” (2), com energias E1  e E2,  respectivamente.
Se o átomo está no estado excitado, ele pode decair para o estado fundamental pelo processo de emissão espontânea, liberando a diferença de energia entre os dois estados como um fóton. O fóton terá frequência  ν e energia hν, dada pela equação de Planck
{\displaystyle E_{2}-E_{1}=h\nu }
onde h é constante de Planck.
Alternativamente, se o estado excitado do átomo é perturbado pelo campo elétrico de um fóton com frequência  ν, ele pode libertar um “segundo” fóton da mesma frequência, em fase com o primeiro fóton. O átomo decairá novamente para o estado fundamental. Este processo é conhecido como emissão estimulada.
Em um grupo de átomos semelhantes, se o número de átomos no estado excitado é dado por “N”, a razão em que a emissão estimulada ocorre é dada por:
{\displaystyle {\frac {\partial N}{\partial t}}=-B_{21}\rho (\nu )N},
onde  B21 é uma constante de proporcionalidade para esta transição particular neste átomo particular (referência em coeficiente B de Einstein , e ρ(ν)é  a densidade  de radiação dos fótons de frequência ν. A razão da emissão é desta forma proporcional  ao número de átomos no estado excitado,”N”, e a densidade dos fótons perturbadores.
O detalhe crítico da emissão estimulada é de que o fóton emitido é idêntico ao fóton estimulador em que ele tem a mesma frequência, fase, polarização, e direção de propagação. Os dois fótons, como resultado, são totalmente coerentes. É esta propriedade que permite a amplificação óptica ocorrer.
Embora mais diretamente relacionado à discussão de como o laser funciona, a emissão estimulada toca em alguns dos mais básicos conceitos em Física e a interação de luz e matéria. Ela é muito importante e é conhecimento chave para o entendimento específico da óptica e da Física em geral.

## História
O fenômeno da emissão estimulada foi previsto teoricamente por Albert Einstein em dois artigos publicados em 1916 e em 1917. Os primeiros experimentos que empregaram esse fenômeno somente foram realizados na década de 1950 por Charles Townes, nos Estados Unidos, e por Nicolay Basov e Aleksandr Prokhorov, na União Soviética. Esses três físicos receberam o prêmio Nobel de Física em 1964.

## Função forma de linha espectral
Embora existam muitas formas de linhas possíveis, é comum para o modelo a função forma de linha espectral como uma distribuição de Lorentz:
{\displaystyle g(\nu )={1 \over \pi }{(\Gamma /2) \over (\nu -\nu _{0})^{2}+(\Gamma /2)^{2}}}
onde
{\displaystyle \Gamma \,} é a amplitude completa de uma  máxima metade em Hertz.
Este modelo é geralmente válido tanto quanto
{\displaystyle |\nu -\nu _{0}|<<\nu _{0}\,}
e
{\displaystyle \Gamma <<\nu _{0}\,}
A função forma da linha, apesar da forma que ela toma, deve satisfazer a condição de normalização de alguma distribuição de probabilidade:
{\displaystyle \int _{-\infty }^{\infty }g(\nu )\cdot d\nu =1}
que a  distribuição de Lorentz satisfaz.
O valor máximo da forma de linha  lorentziana ocorre no centro da linha:
{\displaystyle g(\nu =\nu _{0})={2 \over \pi \Gamma }}
É também conveniente definir a função forma de linha normalizada:
{\displaystyle {\bar {g}}(\nu )={g(\nu ) \over g(\nu _{0})}={(\Gamma /2)^{2} \over (\nu -\nu _{0})^{2}+(\Gamma /2)^{2}}}
que é adimensional, e que tem um valor máximo, também no centro da linha, de:
{\displaystyle {\bar {g}}(\nu =\nu _{0})=1}

## Emissão estimulada através da secção
A emissão estimulada através da secção (em metros quadrados) é
{\displaystyle \sigma _{21}(\nu )=A_{21}{\lambda ^{2} \over 8\pi n^{2}}g(\nu )}
onde
A21 é o coeficiente  A de Einstein (em radianos por segundo),
λé  o  comprimento de onda (em  metros),
n é o índice de refração do meio (adimensional), e
g(ν) é a função forma de linha espectral (em segundos).

## Amplificação Óptica
Sob certas condições, a emissão estimulada pode fornecer um mecanismo físico para  a amplificação óptica . Uma fonte externa de energia estimula os átomos no estado fundamental para a transição para o estado excitado, criando o que é denominado  inversão de população. Quando a luz de freqüência apropriada passa através do meio invertido, os fótons estimulam  os átomo excitados a emitir fótons adicionais de mesma frequência, fase e direção, resultando em uma amplificação da intensidade de entrada.
A inversão de população, em unidades de átomos por metro cúbico, é:
{\displaystyle \Delta N_{21}=\left(N_{2}-{g_{2} \over g_{1}}N_{1}\right)}
onde g1 e g2 são as degenerescências dos níveis de energia  1 e 2, respectivamente.

### Equação do ganho de sinal pequeno
A intensidade (em watts por metro quadrado) da emissão estimulada é governada pela seguinte equação diferencial:
{\displaystyle {dI \over dz}=\sigma _{21}(\nu )\cdot \Delta N_{21}\cdot I(z)}
Agrupando os primeiro dois fatores, esta equação é simplificada como:
{\displaystyle {dI \over dz}=\gamma _{0}(\nu )\cdot I(z)}
onde
{\displaystyle \gamma _{0}(\nu )=\sigma _{21}(\nu )\cdot \Delta N_{21}}
é o  coeficiente de ganho do pequeno sinal (em unidades de radianos por metro). Nós podemos resolver a equação diferencial usando separação de variáveis:
{\displaystyle {dI \over I(z)}=\gamma _{0}(\nu )\cdot dz}
Integrando, nós encontramos:
{\displaystyle \ln \left({I(z) \over I_{in}}\right)=\gamma _{0}(\nu )\cdot z}
ou
{\displaystyle I(z)=I_{in}e^{\gamma _{0}(\nu )z}}
onde
{\displaystyle I_{in}=I(z=0)\,} é a intensidade óptica do sinal de entrada (em watts por  metro quadrado).

### Intensidade de saturação
A intensidade de saturação  IS é definida como a intensidade de entrada em que o ganho do amplificador óptico  cai para exatamente metade do ganho do sinal pequeno. Nós podemos considerar a  intensidade de saturação como
{\displaystyle I_{S}={h\nu  \over \sigma (\nu )\cdot \tau _{S}}}
onde
h é constante de Planck, e
τS é  a constante tempo de saturação, que depende no tempo de vida da emissão espontânea  das várias transições entre os níveis de energia relacionados à amplificação.

### Equação de ganho Geral
A forma geral da equação de ganho, que aplica apesar de tudo da intensidade de entrada, deriva da equação diferencial geral  para a intensidade I como função da posição z no meio ganho:
{\displaystyle {dI \over dz}={\gamma _{0}(\nu ) \over 1+{\bar {g}}(\nu ){I(z) \over I_{S}}}\cdot I(z)}
onde {\displaystyle I_{S}} é a intensidade de saturação.  Para resolver, nós primeiro rearranjamos a equação em ordem para separar as variáveis, intensidade I e posição z:
{\displaystyle {dI \over I(z)}\left[1+{\bar {g}}(\nu ){I(z) \over I_{S}}\right]=\gamma _{0}(\nu )\cdot dz}
Integrando ambos os lados, nós obtemos
{\displaystyle \ln \left({I(z) \over I_{in}}\right)+{\bar {g}}(\nu ){I(z)-I_{in} \over I_{S}}=\gamma _{0}(\nu )\cdot z}
ou
{\displaystyle \ln \left({I(z) \over I_{in}}\right)+{\bar {g}}(\nu ){I_{in} \over I_{S}}\left({I(z) \over I_{in}}-1\right)=\gamma _{0}(\nu )\cdot z}
O ganho  G do amplificador  é definido como a intensidade óptica I na posição z dividida pela intensidade de entrada:
{\displaystyle G=G(z)={I(z) \over I_{in}}}
Substituindo  esta definição na equação anterior , nós encontramos a equação de ganho geral:
{\displaystyle \ln \left(G\right)+{\bar {g}}(\nu ){I_{in} \over I_{S}}\left(G-1\right)=\gamma _{0}(\nu )\cdot z}

### Aproximação do sinal pequeno
No caso especial onde o sinal de entrada é pequeno comparado à intensidade de saturação, em outras palavras,
{\displaystyle I_{in}<<I_{S}\,}
então a equação de ganho geral dá o ganho do sinal pequeno como
{\displaystyle \ln(G)=\ln(G_{0})=\gamma _{0}(\nu )\cdot z}
ou
{\displaystyle G=G_{0}=e^{\gamma _{0}(\nu )z}}
que é idêntica à  equação de ganho de sinal pequeno (ver acima).

### Comportamento assintótico de sinal grande
Para sinais de entrada grandes, onde
{\displaystyle I_{in}>><<I_{S}\,}
o ganho  aproxima-se da unidade
{\displaystyle G\rightarrow 1}
e a equação de ganho geral aproxima-se de uma  assintótica linear.